# Wacław Sidorowicz

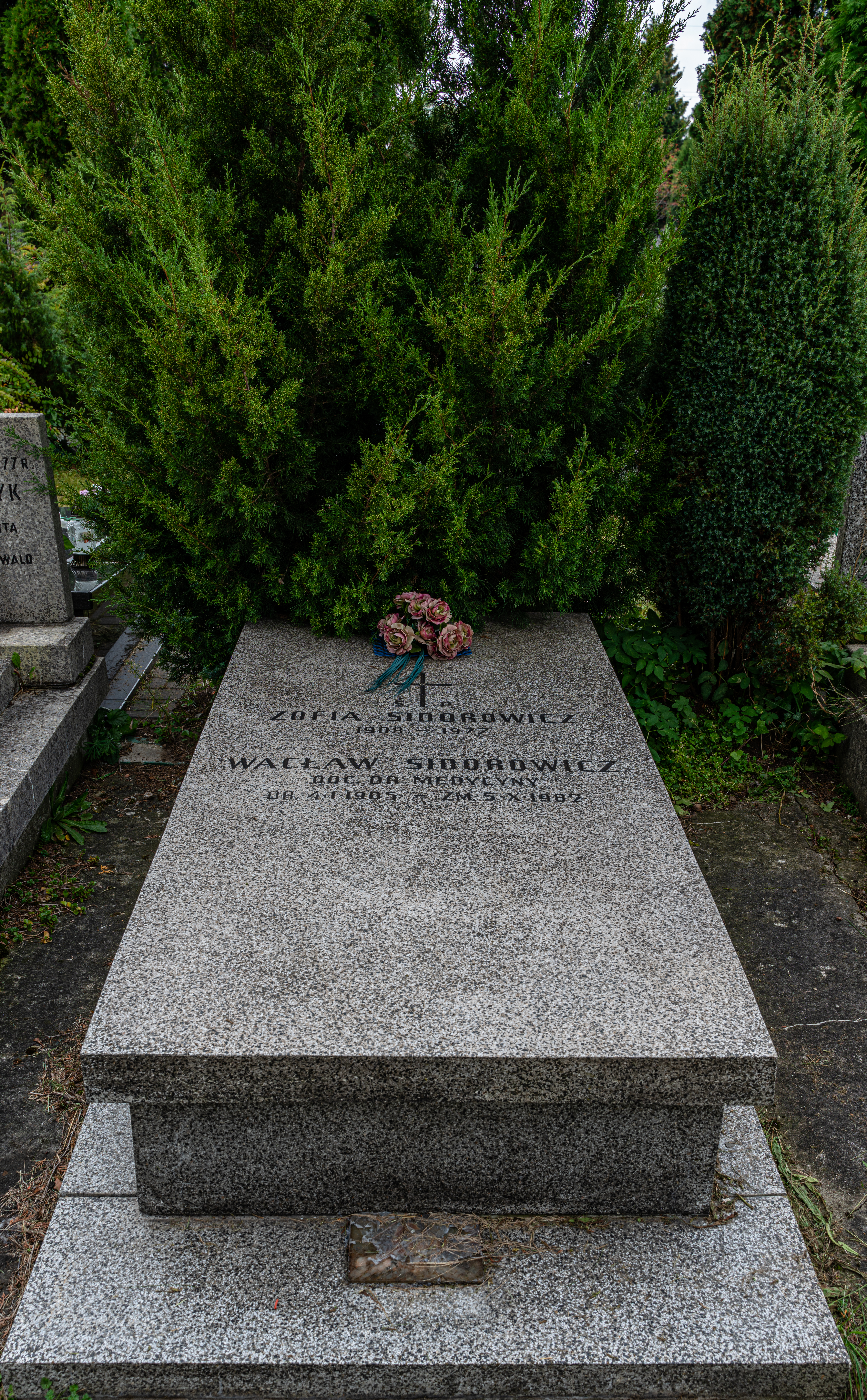
Grób Wacława Sidorowicza na cmentarzu Komunalnym Północnym w Warszawie

Wacław Sidorowicz (ur. 4 stycznia 1905 w Sobakińcach, zm. 5 października 1982 w Warszawie) – polski lekarz, specjalista medycyny sportowej, lekkoatleta, specjalizujący się w biegach średniodystansowych.

## Życiorys
Ukończył gimnazjum w Grodnie w 1926, a następnie medycynę na Uniwersytecie Stefana Batorego w Wilnie w 1933. W tym czasie był czołowym polski lekkoatletą – średniodystansowcem. Zdobył srebrne medale mistrzostw Polski w biegu na 1500 metrów w 1930 i w sztafecie 3 × 1000 metrów w 1934 oraz brązowy medal w biegu na 1500 metrów w 1931. Wystąpił w akademickich mistrzostwach świata w 1930 w Darmstadt, gdzie odpadł w eliminacjach biegów na 800 metrów i na 1500 metrów. W latach 1931–1934 pięciokrotnie wystąpił w meczach lekkoatletycznych reprezentacji Polski, bez zwycięstw indywidualnych.
Początkowo pracował w Szpitalu Kolejowym w Wilnie, a od 1935 w Krakowie, gdzie do 1939 był kierownikiem poradni sportowo-lekarskiej oraz (do 1936) pracował w wojskowym 6 Szpitalu Okręgowym. Od grudnia 1937 był asystentem II Kliniki Chorób Wewnętrznych Uniwersytetu Jagiellońskiego. Tam obronił w 1937 doktorat (promotorem był Józef Latkowski). Wziął udział w kampanii wrześniowej jako podporucznik lekarz w 6 pułku artylerii lekkiej.
Po wojnie pracował u Tadeusza Tempki w II Kliniki Chorób Wewnętrznych UJ oraz był kierownikiem poradni sportowo-lekarskiej. Od 1947 w Warszawie, początkowo na Akademii Wychowania Fizycznego, a od 1951 w II Klinice Chorób Wewnętrznych Uniwersytetu Warszawskiego. Uzyskał habilitację w 1966 na Akademii Medycznej w Krakowie. Był m.in. dyrektorem Centralnej Poradni Sportowo–Lekarskiej oraz kierownikiem przychodni ogólnej Lecznicy Ministerstwa Zdrowia.
Był uznanym specjalistą medycyny sportowej. Opiekował się polskimi sportowcami na letnich igrzyskach olimpijskich w 1936, 1952, 1960 i 1964 oraz zimowych w 1948.
Zmarł w 1982. Pochowany na cmentarzu Komunalnym Północnym w Warszawie (kwatera W-X-4-5-16).

## Ordery i odznaczenia
- Krzyż Oficerski Orderu Odrodzenia Polski
- Krzyż Kawalerski Orderu Odrodzenia Polski
- Złoty Krzyż Zasługi
- Medal Niepodległości (27 czerwca 1938)[7]
- Srebrny Krzyż Zasługi (19 marca 1931)[8]

## Wybrane publikacje
- Masaż sportowy (1946)
- Sport zawodniczy. Fizjopatologia i higiena sportu (1946)
- Higiena sportu i pierwsza pomoc (1947, 1950)
- Wpływ uprawiania lekkiej atletyki na organizm (1959, 1962)
- Żywienie sportowca i turysty (1962)
- Zarys metodyki badań i poradnictwa sportowo-lekarskiego (1962, 1966)
- Poradnictwo sportowo-lekarskie (1972)